# Veerasamy Ringadoo
Veerasamy Ringadoo (Port Louis, 20 ottobre 1920 – Port Louis, 9 settembre 2000) è stato un politico mauriziano.
È stato il primo Presidente di Mauritius, in carica dal marzo al giugno 1992. Precedentemente, dal gennaio 1986 al marzo 1992, è stato Governatore Generale di Mauritius.